# Chi Dương đào

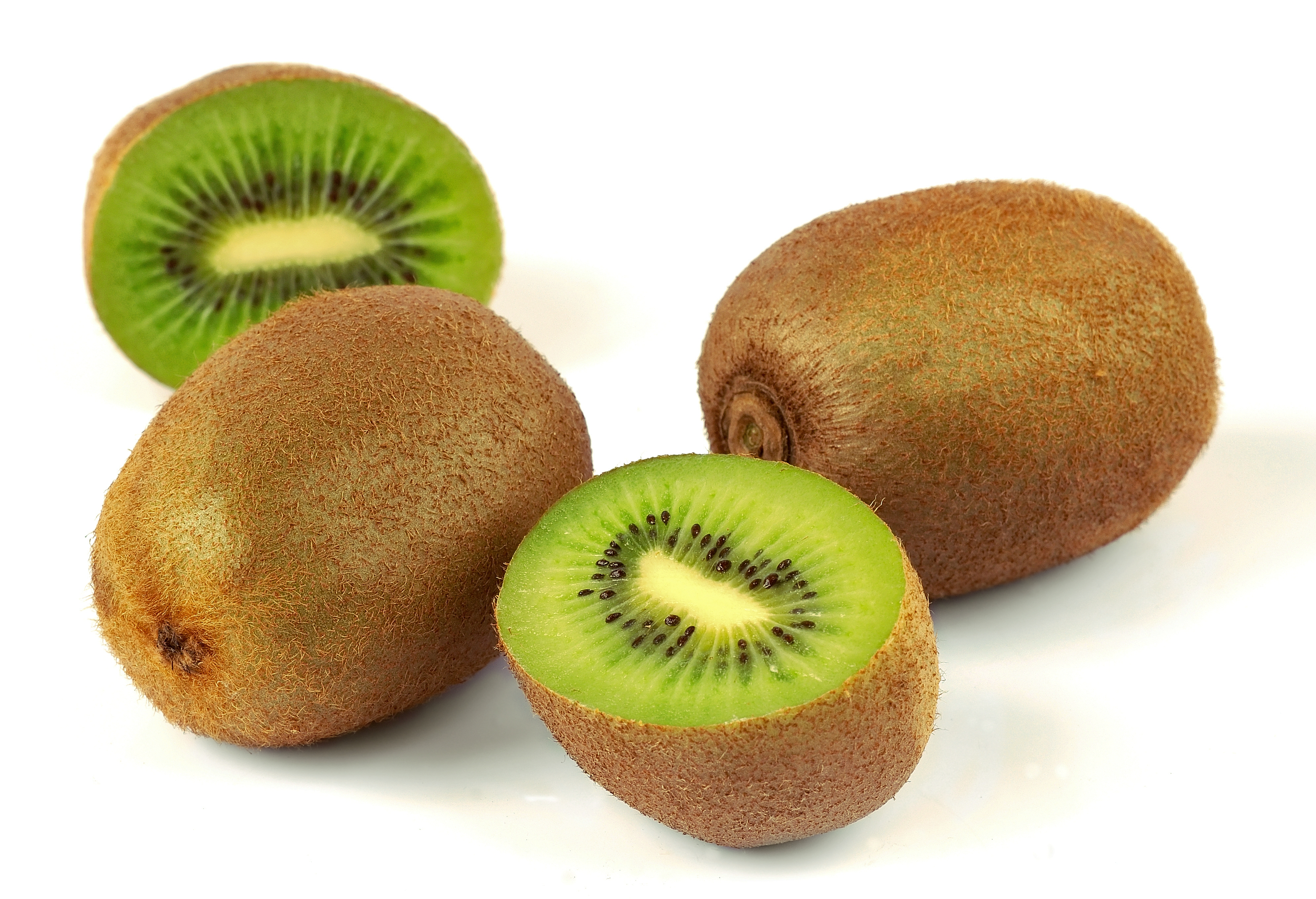
Quả kiwi

Dương đào, còn gọi là Đào ruột xanh hoặc theo tiếng Trung là Di hầu đào (獼猴桃) (danh pháp khoa học: Actinidia) thuộc Họ Dương đào, là một chi thực vật thân gỗ, chủ yếu là đơn tính khác gốc, bản địa của vùng khí hậu ôn đới Đông Á, có mặt phổ biến ở Trung Quốc, Đài Loan, Hàn Quốc và Nhật Bản, và kéo dài về phía bắc đến đông nam Siberi và về phía nam đến Đông Dương.
Chi này gồm các loài cây bụi cao đến 6 m cho đến các loài dây leo cao đến 30 m. Nhiều loài trong chi này cho quả ăn được: quả kiwi còn được gọi là quả dương đào.

## Các loài
Có khoảng 40-75 loài trong chi Dương đào:
| - Actinidia acuminata - Actinidia arguta: Kokuwa, dây Tara, kiwi chịu rét. - Actinidia arisanensis - Actinidia asymmetrica - Actinidia callosa: Dương đào Đông Dương. - Actinidia carnosifolia - Actinidia changii - Actinidia chengkouensis - Actinidia chinensis (đồng nghĩa: Actinidia indochinensis, A. callosa var. indochinensis): Dương đào Trung Quốc. - Actinidia chrysantha - Actinidia cylindrica - Actinidia deliciosa: Kiwi thường - Actinidia eriantha - Actinidia fanjingshanensis - Actinidia farinosa - Actinidia fasciculoides - Actinidia fortunatii - Actinidia fulvicoma - Actinidia glabra - Actinidia glaucocallosa - Actinidia globosa - Actinidia gracilis - Actinidia grandiflora - Actinidia hemsleyana - Actinidia henanensis - Actinidia henryi - Actinidia holotricha - Actinidia hubeiensis - Actinidia hypoglauca - Actinidia indochinensis - Actinidia jiankouensis - Actinidia jijiangensis - Actinidia kolomikta - Actinidia kungshanensis - Actinidia laevissima - Actinidia lanceolata - Actinidia latifolia (đồng nghĩa: A. tonkinensis, A. latifolia var tonkinensis, A. latifolia var indochinensis): Dương đào lá rộng, dương đào Bắc Bộ. | - Actinidia leptophylla - Actinidia liangguangensis - Actinidia lijiangensis - Actinidia linguiensis - Actinidia longicarpa - Actinidia macrosperma - Actinidia maloides - Actinidia melanandra - Actinidia melliana - Actinidia obovata - Actinidia pentapetala - Actinidia persicina - Actinidia petelotii: Dương đào petelot - Actinidia pilosula - Actinidia polygama - Actinidia rongshuiensis - Actinidia rubricaulis (đồng nghĩa: Actinidia coriacea): Dương đào dai. - Actinidia rubus - Actinidia rudis - Actinidia rufa - Actinidia rufotricha - Actinidia scabiifolia - Actinidia sorbifolia - Actinidia stellatopilosa - Actinidia strigosa - Actinidia styracifolia - Actinidia suberifolia - Actinidia sugawarana - Actinidia tetramera - Actinidia trichogyna - Actinidia truncatifolia - Actinidia ulmifolia - Actinidia umbelloides - Actinidia valvata - Actinidia venosa - Actinidia viridiflava - Actinidia vitifolia - Actinidia zhejiangensis |